# Гостиница под водой (Флорида)
Гостиница под водой Jules Undersea Lodge — уникальное подводное строение в прибережных водах Флориды, служившее ранее научной станцией и переделанное в гостиницу. Для доступа в отель не обязательно быть профессиональным дайвером, однако нырять все же придётся.

## Услуги
Потенциальные клиенты могут выбрать один из нескольких предлагаемых пакетов услуг, включая различное питание, режим сна, оплату за аренду аквалангов и за консультации инструктора. Также предусмотрена образовательная программа с несколькими часами лекций о жителях подводного мира.
Постояльцы, прибывшие на место, могут воспользоваться телевизором, микроволновкой, DVD-плеером. Также доставляет удовольствие наблюдение за происходящим в иллюминаторе.
Устроители также предлагают проведение мероприятий, например, свадеб.